# Inna Wladimirowna Makarowa

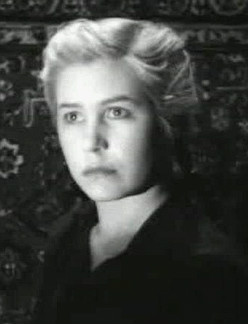
Inna Makarowa in dem Film Die junge Garde (1948)

Inna Wladimirowna Makarowa (russisch И́нна Влади́мировна Мака́рова; * 28. Juli 1926 in Taiga, Russische SFSR, Sowjetunion; † 25. März 2020 in Moskau, Russische Föderation) war eine sowjetische und russische Schauspielerin.

## Leben

### Ausbildung und Anfänge
Inna Makarowa wuchs in Nowosibirsk auf, wo ihre Eltern beim lokalen Rundfunk arbeiteten. Von 1943 bis 1948 studierte sie an der Moskauer Filmhochschule (WGIK) bei Sergei Gerassimow und Tamara Makarowa (1907–1997).
Während ihres Studiums spielte sie die Titelrolle der Carmen in dem gleichnamigen Stück von Tatjana Liosnowa. Der Schriftsteller Alexander Fadejew sah Makarowa in dieser Rolle und hielt sie für die passende Darstellerin der jungen Ljubow Schewzowa für die Romanverfilmung Die junge Garde (1948, OT: Molodaja gwardija), die Sergei Gerassimow als Abschlussarbeit des Ausbildungsjahrgangs inszenierte. Makarowa wurde für ihre Darstellung zusammen mit dem Regisseur, dem Kameramann und dem weiteren Schauspielerensemble mit dem Stalin-Preis 1. Klasse ausgezeichnet.
1948 wurde sie in das Ensemble des Staatlichen Theaters für Filmschauspieler (Original: Центр театра и кино под руководством Никиты Михалкова) in Moskau aufgenommen. Die Schauspielerin Alla Tarassowa (1898–1973) wollte Makarowa an das Moskauer Künstlertheater engagieren. Gerassimow widersprach dieser Verpflichtung jedoch, da er Makarowa für eine Karriere als Filmschauspielerin vorgesehen hatte.

### Karriere
Nach ihrem Abschluss wurde Makarowa weiterhin in mehreren bedeutenden sowjetischen Filmen beschäftigt, wobei sie häufig „Heldinnen von leidenschaftlichem Optimismus“ verkörperte, u. a. als Nonna, die Ehefrau eines Lastwagenfahrers, in Der Fall Rumjanzew (1956, Regie: Iossif Cheifiz), als Schweißerin Katja in Die Höhe (1957, Regie: Alexander Sarchi) und als Nadja in der Komödie Ist sie eine Wette wert? (1961/62, Regie: Juri Tschuljukin).
Einen „großen“ und „bedeutenden“ Erfolg hatte sie 1965 als Dussja in dem Filmdrama Frauen unter der Regie von Pawel Ljubimow, wofür sie den Schauspielerpreis der sowjetischen Filmkritik erhielt. Makarowa „gestaltete einige der schönsten Frauenporträts des Sowjetfilms in den 60er und 70er Jahren“, insbesondere die ehemalige Fabrikarbeiterin Inna Kowaljowa, die zur Brigadeführerin aufsteigt, in dem Filmdrama Noch ist es nicht Abend ... (1974) von Nikolai Rosanzew und die russische Provinzschauspielerin Larissa Dobrynina in dem Drama Unerwiderte Liebe (1979/80) von Andrei Maljukow. In vielen Rollen zeigte sie auch ihr „Talent für komödiantische Situationen“.
1986 spielte sie Lermontows Großmutter in Lermontow, einem biografischen Film über den russischen Dichter Michail Lermontow. Nach langer Filmpause kehrte sie Mitte der 2000er Jahre vor die Kamera zurück und spielte in TV-Serien und Filmen. Ihre letzte Filmrolle hatte sie 2015 in der Märchenverfilmung Die Schneekönigin unter der Regie ihrer Tochter.
Makarowa wurde für ihre schauspielerischen Leistungen mehrfach ausgezeichnet. 1949 erhielt sie den Staatspreis der UdSSR (damals: Stalinpreis). 1967 wurde sie Verdiente Künstlerin der RSFSR, später (1985) auch Volkskünstlerin der UdSSR.

## Privates
Makarowa war mit dem Schauspieler und Regisseur Sergei Bondartschuk verheiratet, den sie während ihres Studiums kennengelernt hatte, als dieser nach dem Ende des Zweiten Weltkriegs zu ihrem Ausbildungsjahrgang hinzukam. Nach ihrer Heirat lebten beide zunächst in einem winzigen Kellerraum in der Moskauer Sadowo-Triumfalnaja-Straße, bis sie dank der Verleihung des Stalin-Preises in eine neue Wohnung umziehen konnten.
Während der Dreharbeiten zu dem Film Daß es dich gibt ... (1958) trennte sich das Paar, jedoch verweigerte Bondartschuk, der Makarowa mit der damaligen Nachwuchsschauspielerin Irina Skobzewa (* 1927) betrogen hatte, zunächst die Scheidung. Die Schauspielerin und Regisseurin Natalja Bondartschuk (* 1950) ist ihre gemeinsame Tochter.
Nach ihrer Scheidung lebte Makorowa zunächst über 10 Jahre allein, bis sie in zweiter Ehe den russischen Chirurgen und Wissenschaftler Michail Perelman (1924–2013) heiratete, mit dem sie über 40 Jahre zusammenlebte.
Ende 2016 wurde bekannt, dass Makarowa zunehmend an Altersdemenz litt. Anfang März 2020 wurde Makarowa, die seit vielen Jahren mit einer Asthmaerkrankung lebte, in ein Moskauer Krankenhaus eingeliefert. Inna Makarowa, zu deren Todesursache aus dem Familienkreis keine näheren Angaben gemacht wurden, starb im 94. Lebensjahr in Moskau.

## Filmografie (Auswahl)
- 1948: Die junge Garde (Molodaja gwardija)
- 1952: Aus dem Tagebuch einer Ärztin (Selski wratsch)
- 1953: Drei Menschen (Woswraschtschenije Wassilija Bortnikowa)
- 1956: Der Fall Rumjanzew (Delo Rumjanzewa)
- 1957: Die Höhe (Wyssota)
- 1958: Daß es dich gibt ... (Dorogoi moi tschelowek)
- 1961: Ist sie eine Wette wert? (Dewtschata)
- 1966: Frauen (Schenschtschiny)
- 1970: Schuld und Sühne (Prestuplenije i nakasanije)
- 1973: Der unverbesserliche Lügner (Neisprawimy lgun)
- 1975: Noch ist es nicht Abend ... (Jeschtscho ne wetscher)
- 1979: Unerwiderte Liebe (Besotwetnaja ljubow)
- 1982: Die Belegarbeit (Kontrolnaja po spezianosti)
- 1986: Lermontow (Lermontow)
- 2015: Die Schneekönigin (Taina Sneschnoi Korolewy)